# Legnephora acuta
Legnephora acuta är en tvåhjärtbladig växtart som beskrevs av Lewis Leonard Forman. Legnephora acuta ingår i släktet Legnephora och familjen Menispermaceae. Inga underarter finns listade i Catalogue of Life.